# 액티브 서스펜션
액티브 서스펜션(영어: active suspension)은 전자 제어로 차체를 지지하는 서스펜션의 특성을 변화시키는 장치를 말한다. 차륜에서 차체에 이어지는 외력의 변화의 전달을, 이전까지는 용수철과 댐퍼의 특성으로 수동적으로 억제하고 있었던 것에 비해, 주로 댐퍼의 유압을 노면 상황에 대해 능동적으로 제어하여 차체(기체)의 자세나 진동을 개선하는 것이다. 이 시스템은 어떤 분야에 있어서도 스카이 훅 이론을 기본으로 개발되어 있다.

## 철도차량의 액티브 서스펜션
진동 억제 장치가 달린 서스펜션을 의미한다. 동력을 이용해, 외부의 진동을 차체에 설치된 상하·좌우가 속도 센서로 감지하여 그 신호를 제어기로 수신하여, 거기에서 필요한 힘의 크기와 방향을 산출, 이를 바탕으로 지령을 내어 좌우 방향은 액추에이터로 진동과는 반대의 힘을 발생시키고 상하 방향은 공기 용수철의 공기압을 조정하는 높이를 조절함으로써 보다 효과적으로 진동을 억제한다. 동력원은 공기식과 전기식이 있지만 외부 동력을 이용하지 않는 간이형 세미 액티브 서스펜션의 등장에 따라 대비해 " 풀 액티브 서스펜션"이라고 불리기도 한다. 진동 억제 효과는 매우 높지만, 서스펜션 구동에 전용 동력원을 필요로 하기 때문에 소비 에너지가 크고 시스템의 사이즈도 커져버린다. 또 구조가 복잡해 서스펜션 자체나 유지 비용도 고가이기 때문에, 채용 사례는 많지 않다.

## 액티브 서스펜션이 탑재된 차량
- 신칸센 500계 전동차
- 신칸센 E2계 전동차
- 신칸센 E5계 전동차
- 신칸센 E6계 전동차
- 신칸센 E7계·W7계 전동차

## 같이 보기
- 서스펜션
- 세미 액티브 서스펜션